# Limnaecia heterozona
Limnaecia heterozona là một loài bướm đêm thuộc họ Cosmopterigidae. Nó được tìm thấy ở Úc.